# Ле-Канне-де-Мор
Ле-Канне́-де-Мор (фр. Le Cannet-des-Maures) — коммуна на юго-востоке Франции в регионе Прованс — Альпы — Лазурный берег, департамент Вар, округ Драгиньян, кантон Ле-Люк.
Площадь коммуны — 73,64 км², население — 3880 человек (2006) с выраженной тенденцией к росту: 4187 человек (2012), плотность населения — 57,0 чел/км².

## Население
Население коммуны в 2011 году составляло 4128 человек, а в 2012 году — 4187 человек.
| 1962 | 1968 | 1975 | 1982 | 1990 | 1999 | 2006 | 2007 | 2011 | 2012 |
| ---- | ---- | ---- | ---- | ---- | ---- | ---- | ---- | ---- | ---- |
| 1063 | 1435 | 1699 | 2320 | 3126 | 3478 | 3880 | 3908 | 4128 | 4187 |

Динамика населения:

## Экономика
В 2010 году из 2567 человек трудоспособного возраста (от 15 до 64 лет) 1788 были экономически активными, 779 — неактивными (показатель активности 69,7 %, в 1999 году — 68,3 %). Из 1788 активных трудоспособных жителей работали 1557 человек (873 мужчины и 684 женщины), 231 числились безработными (99 мужчин и 132 женщины). Среди 779 трудоспособных неактивных граждан 213 были учениками либо студентами, 291 — пенсионерами, а ещё 275 — были неактивны в силу других причин.
На протяжении 2010 года в коммуне числилось 1631 облагаемое налогом домохозяйство, в котором проживало 3952,5 человека. При этом медиана доходов составила 18 757 евро на одного налогоплательщика.

## Фотогалерея

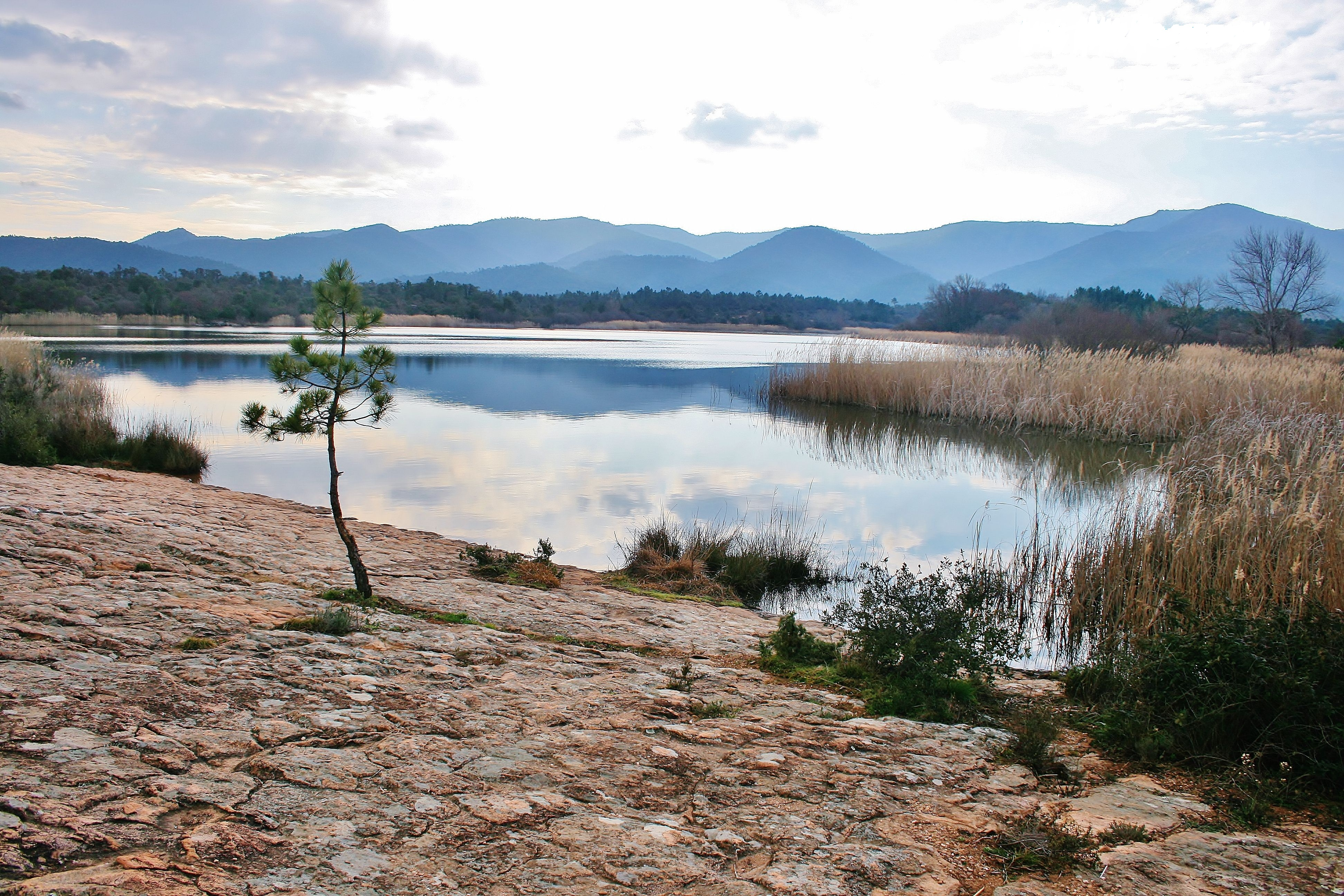
Озеро Эскарсет
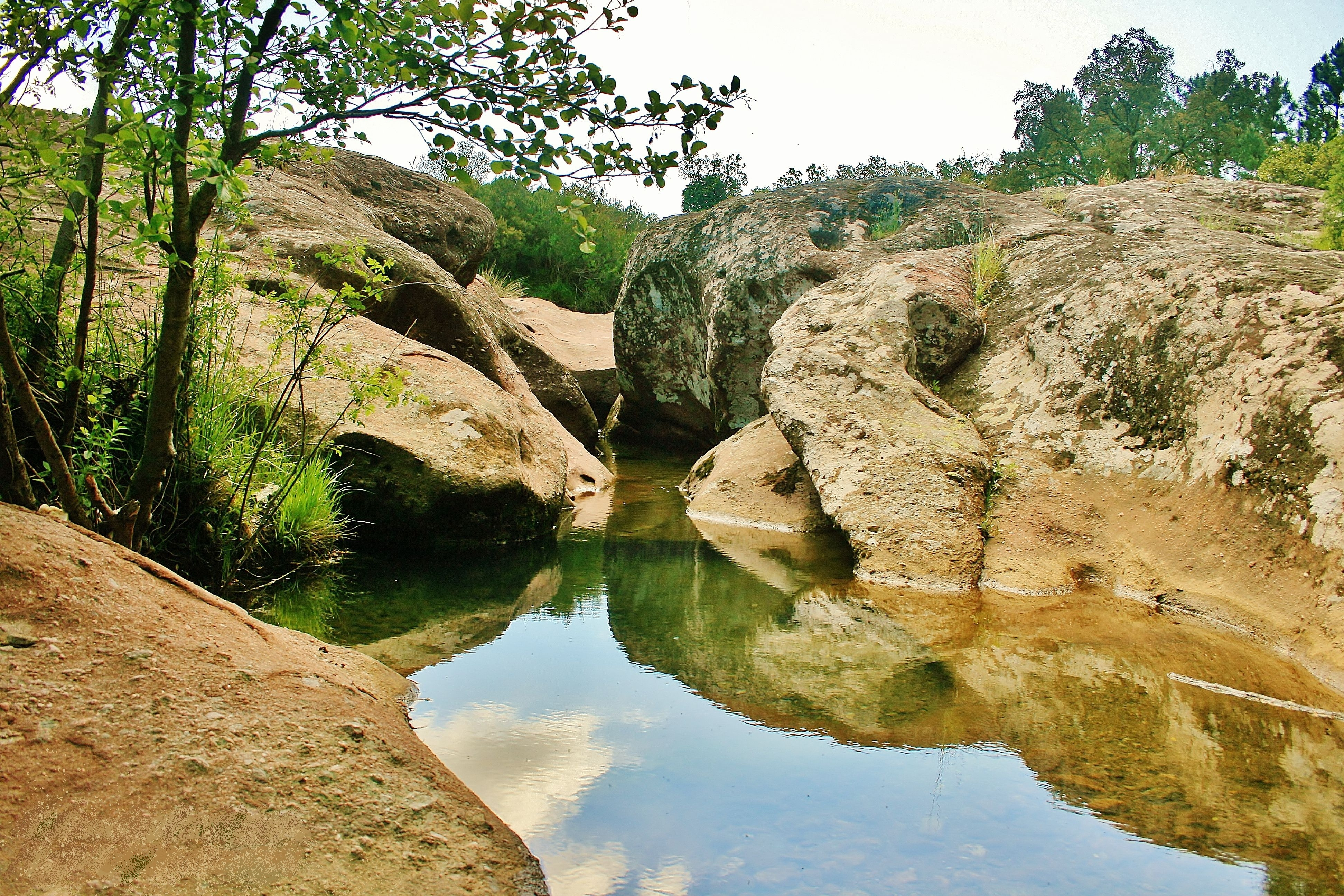
Ручей Мин, впадающий в озеро Эскарсет
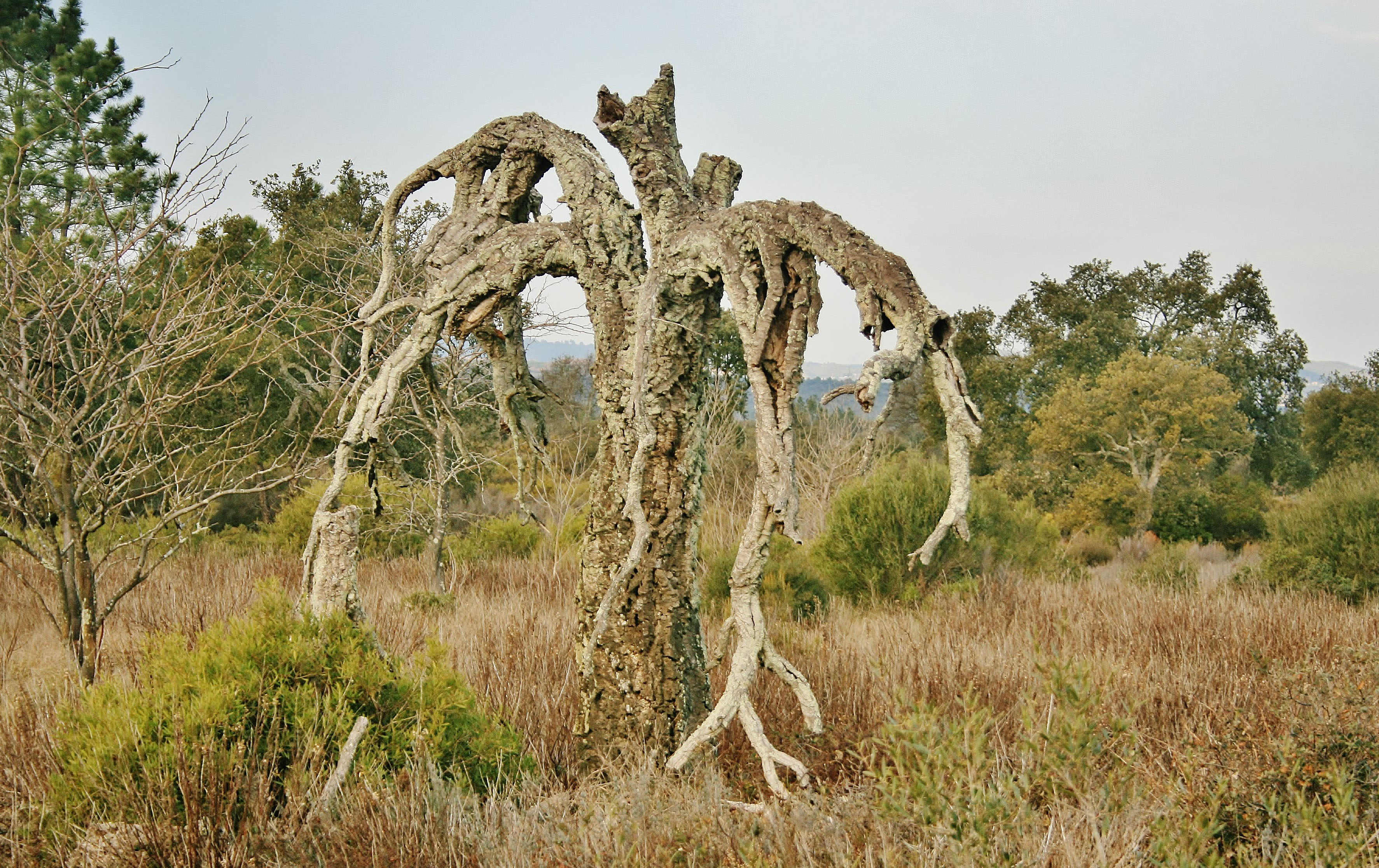
Старое дерево в Ле-Канне-де-Мор
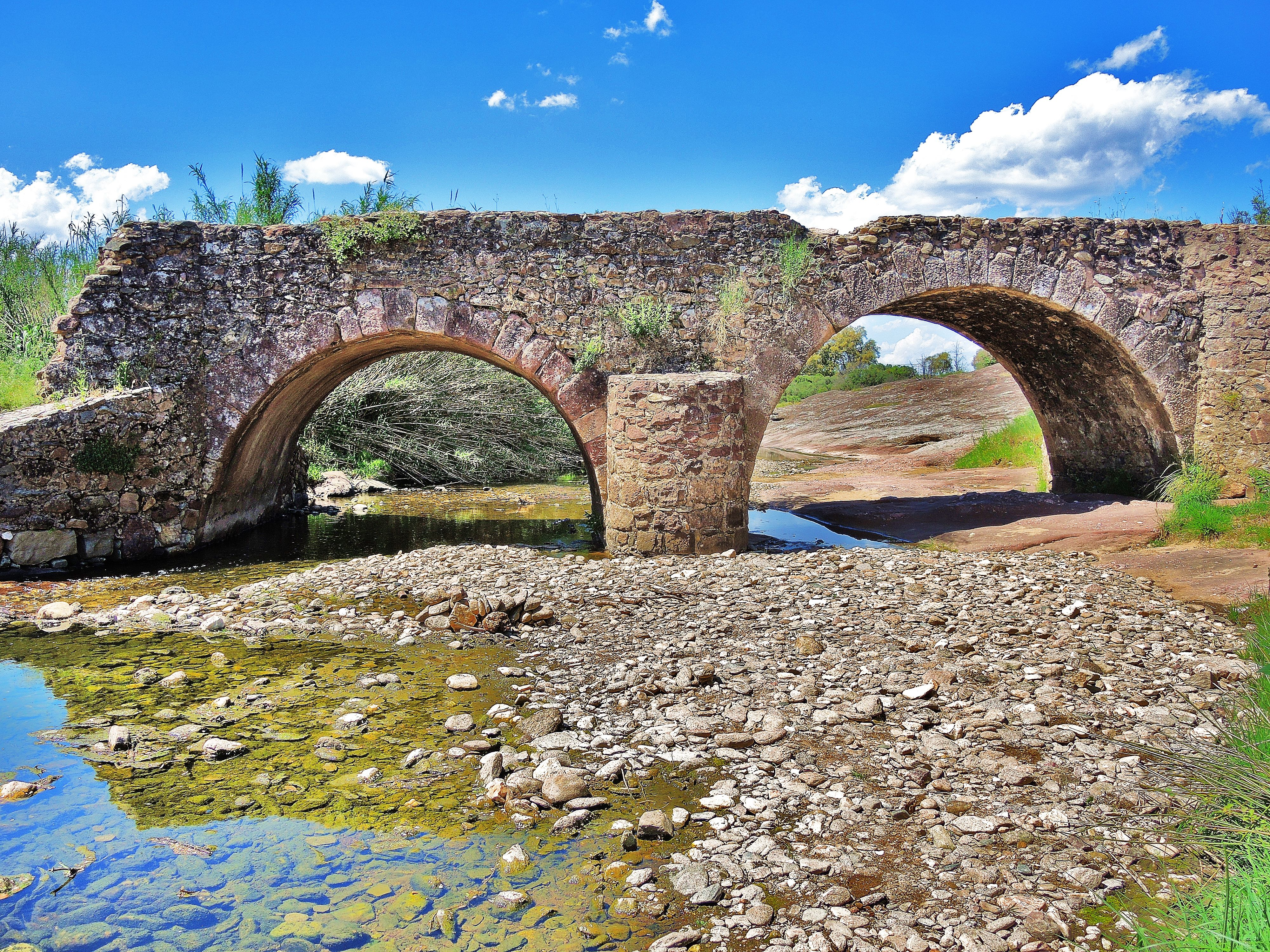
«Римский» мост
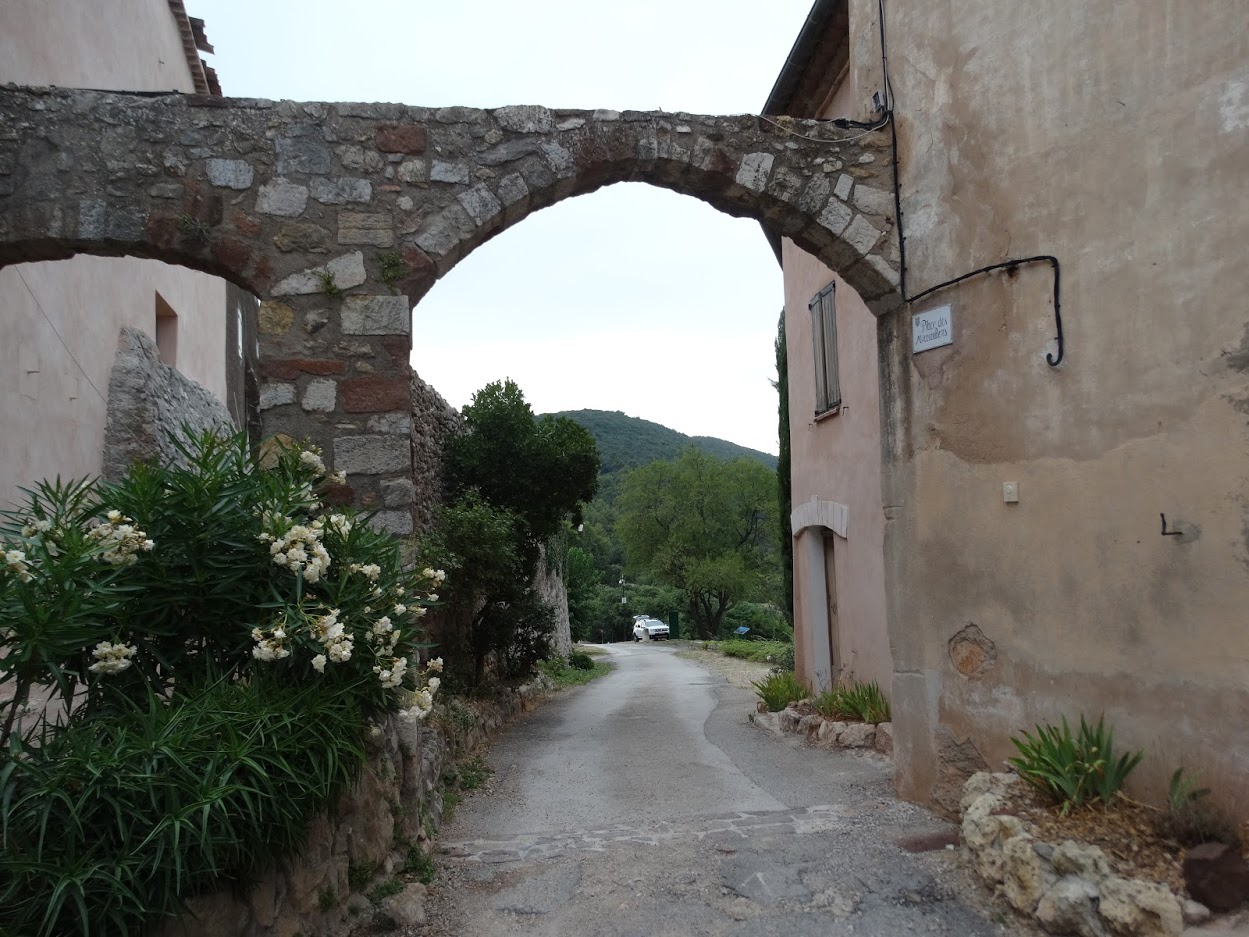
Улица в деревне Ле-Канне
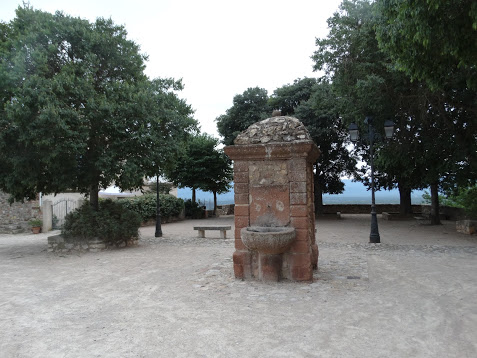
Родник на площади